# Kvarc
Kremen (njem. Quartz; ili kvarc) je polimorfna modifikacija (kristalni oblik) silicijeva dioksida (SiO2) i jedan je od najrasprostranjenijih minerala u prirodi. Kristalizira heksagonski, bezbojan je ili različito obojen te proziran i optički aktivan mineral. Na Mohsovoj ljestvici se nalazi pod brojem 7.

## Svojstva, osobine i rasprostranjenost
Kremen je heksagonski mineral, silicijev dioksid (SiO2) i sastavni je i bitni dio magmatskih (kiselih eruptivnih), sedimentnih i metamorfnih stijena, a u obliku pijeska dio naslaga u Zemljinoj kori.

Niskotemperaturni kremen (α-kremen) stabilan je do 573 °C, kada prelazi u visokotemperaturnu modifikaciju (β-kremen) koja pri 870 °C prelazi u β2-tridimit.
Ubraja se u prostorne silikate (tektosilikate), jer se kristalna struktura sastoji od [SiO4]-tetraedara, koji povezivanjem preko svih četiriju kisikovih atoma stvaraju prostornu strukturu. U kristalima se pojavljuje u obliku heksagonske prizme koja završava piramidom, zapravo kombinacijom pozitivnog i negativnoga romboedra.
Staklaste je sjajnosti i velike tvrdoće, lomi se nepravilno, a na prijelomu je masna sjaja. Zrnca kremena u kremenom pijesku mogu biti vrlo sitna, a lijepo razvijeni pojedinačni kristali mogu dosegnuti veličinu od pola metra.
Kristali se kremena po utjecajem tlaka polarno električki nabijaju, i obratno, pod utjecajem električnog polja mijenjaju dimenzije ili vibriraju. To se svojstvo naziva pizoelektričnim.
H. L. Le Chatelier bio je profesor kemije u Parizu i bavio se specifičnom otopinom plina i silikatima.

## Vrste kvarca
U prirodi su nađene različite polimorfne modifikacije kvarca, te različite amorfne forme (kao što je opal). Zajedno ovi minerali formiraju oko 12% Zemljine kore.
Kristali u šupljinama stijena nazivaju se gorski kristali. Nalazi se i u drugim oblicima kao:
- prozirac (bezbojni i prozirni kristali kremena)
- mliječnjak (bijeli)
- ametist (ljubičasti kristal kremena),
- citrin (žuti)
- čađavac (smeđasti)
- morion (crni)
- stakleni (žuto-smeđi,narančast,proziran i s efektom duge koja sliči na raljevanje ulja na asvaltu)
- dugin kvarc (kristali se kristaliziraju u obliku prizme tako da se svjetlost rastavlja na spektar)
- ajoit kvarc (kristal kvarca s tirkizno plavim inkluzijama)
- papagoit kvarc (kristal kvarca s tamno plavim inkluzijama)

Obojeni krupnozrnati agregati kremena nazivaju se također posebnim imenom:
- ružičnjaci su ružičaste boje,
- safirni kremen je modar,
- prazem je zelen; ako svjetluca u zlatnožutim iskricama, naziva se avanturin,
- mačje oko, tigrovo oko, sokolovo oko - također su zrnasti kremeni agregati, ispunjeni vlakancima velikih drugih minerala, zbog kojih se prelijevaju u različitim bojama, primjerice tigrovo oko je žuto-smeđo-crni fibrozni kvarc.

Sitnokristalasti agregati kremena zovu se:
- kalcedoni; ako imaju slojeve – ahati, a obojene slojeve – oniksi i sardoniksi,
- jaspisi (gusti, neprozirni, crveno obojeni agregati),
- plazma je zeleni - a plazma s pjegama crvenima kao krv – heliotrop,
- rožnjaci su nečisti gusti kremeni agregati rožnata izgleda,

Bijeli su krupnozrnasti agregati kremen bjelutak i kremen kresivac.
Veći dio navedenih vrsta kremena upotrebljava se kao poludrago kamenje za nakit i različite ukrasne predmete.

## Kvarcni pijesak
Kvarcni pijesak (SiO2, ili kvarcni pijesak) nastaje raspadanjem stijena.

## Kvarcno staklo
Taljenjem kremena pri 1700 °C dobiva se kremeno (kvarcno) staklo, koje propušta ultraljubičaste zrake, pa služi u izradbi živinih (kvarcnih) svjetiljki i drugog pribora potrebnoga za rad s ultraljubičastim zrakama.

Zbog velike otpornosti prema kemijskim agensima i maloga koeficjenta rastezanja upotrebljava se i za izradbu kemijskoga posuđa; može izdržati nagle promjene temperature, a da ne popuca.

## Uporaba
Piezoelektričan je, pa se primjenjuje u visokofrekventskoj radiotehnici, ultrazvučnoj tehnici i u izradbi mjernih instrumenata.
Lijepo obojeni prozirni kristali drago su ili poludrago kamenje.
Kremeni je pijesak je glavna sirovina u industriji za proizvodnju stakla i abraziva. Koristi se u keramičkoj industriji, industriji vatrostalnih materijala (dinas je najpoznatiji vatrostalni materijal koji nastaje paljenjem kvarca uz dodatak nešto vapna ili gline - do 4%), kao talionički dodatak u metalurgiji, kemijskoj industriji i industriji građevinskih materijala.

## Kremen u Hrvatskoj
Hrvatska ima dovoljno kremenoga pijeska za potrebe domaće industrije stakla, a nalazišta su u zapadnoj Istri, Moslavini i Slavoniji.

## Zanimljivosti
- Stari Rimljani, a prije njih i Grci za vrijeme Platona, nazvali su kvarc gorski kristal. Kristallos na grčkom znači led. Ti su stari narodi smatrali da kvarc nastaje u posebnim uvjetima „skrućivanjem iz najčistije vode“ jer su te kristale pronalazili u Alpama u područjima stalnog snijega i leda. Takvo se mišljenje, začudo, održalo gotovo 2000 godina, sve dok 1672.g. engleski znanstvenik Robert Boyle nije utvrdio da je „gorski kristal“ 2,7 puta teži od vode, dakle, nikako nije mogao nastati od leda. Ubrzo se otkrilo da je to u stvari kvarc, spoj silicija i kisika (SiO2), a kasnije se shvatilo i zašto su mu plohe tako ravne i pravilno postavljene.

„…Uvijek se nalaze gdje zimi snjegovi donose najveću studen, stvara ih zbijeni led i najčistiji snijeg. Zašto se javlja u šesterostranom obliku, tome nije lako naći razlog, tim više što njegovi šiljci nemaju uvijek isti oblik, a plohe su njegove tako glatke da se to ne može postići nikakvim umijećem…! (Plinije, rimski vojskovođa) ; Iz časopisa „Hrvatski zemljopis“, tekst: Igor Janjatović

## Polimorfne modifikacije
U prirodi su nađene različite polimorfne modifikacije kvarca kao što su α-kvarc, β-kvarc, tridimit, kristobalit, coezit, stišovit te različite amorfne forme kao što je opal. Zajedno ovi minerali formiraju oko 12% Zemljine kore.

## Vanjske poveznice
- Kremeni pijesak Hrvatska tehnička enciklopedija, portal hrvatske tehničke baštine. LZMK